# هارالد هاین
هارالد هاین (انگلیسی: Harald Hein; ۱۹ آوریل ۱۹۵۰ – ۲۰ مهٔ ۲۰۰۸) ورزشکار شمشیربازی اهل آلمان بود.
وی در مسابقات کشوری و بین‌المللی در مجموع برندهٔ ۱ مدال طلا، ۱ مدال نقره شده‌است.